# 悪魔の受胎
『悪魔の受胎』（あくまのじゅたい、原題：Inseminoid）は、1981年制作のイギリスのSFホラー映画。監督はノーマン・J・ウォーレン、主演はジュディ・ギーソン。
なお、1988年に公開されたホラー映画『デビル・バウンド/悪魔の受胎』とは無関係である。

## 概要
異星人の子を宿した女性を描くSFホラー映画。脚本は『スター・ウォーズ』や『スーパーマン』でメイクアップアーティストを担当したニック・メイレイとグロリア・メイレイの夫婦。また、『いつも心に太陽を』への出演で名を上げていたジュディ・ギーソンの体を張った演技が話題を呼んだ。日本では1985年に劇場公開された後、1987年9月19日に『ゴールデン洋画劇場』枠でテレビ初放送された。
1996年にポニーキャニオンからビデオカセットとレーザーディスク、2001年にパイオニアLDCからDVDがそれぞれ発売された後、日本語吹替音声を初収録したBlu-rayが2021年にキングレコードより発売された。

## ストーリー
ゼノ・プロジェクトの科学者たちは、地表がマイナス89度という極寒の惑星で、滅びた古代文明の調査活動をしていた。惑星にベースキャンプを作った調査チームは、母船と定期連絡を取りながら、高度な知的生命体がいたであろう廃墟の都市を発見。壁画と謎の結晶がある洞窟内で爆発が起き、ディーンとリッキーが負傷する。リッキーは片手に結晶の粒を握ったまま、宇宙船の手袋は破れていた。手のひらの怪我を通して異常性を帯びたリッキーは、基地の外へ逃げ出してゲイルの宇宙服を損傷し、彼女の足を溝に挟む。ボンベの酸素が少なくなり、足が抜けないゲイルはパニックに陥り、自分の片脚をチェーンソーで斬って絶命した。ケイトはリッキーに襲われそうになったため、仕方なく彼を射殺する。
リッキーは手の傷口から結晶体に侵食されたのではないかというシャロンの仮説により、ミッチとサンディは宇宙服を着用して爆発後の洞窟に赴き、結晶のサンプル採取を行なう。そこへ大きな体躯の異種生命体が現われてミッチを惨殺、サンディは酸素ボンベのチューブを千切られて失神する。気が付くとサンディはどこかの室内に全裸で拘束されており、大きく開脚させられた股間の先には、自分たちを襲ったグロテスクなエイリアンがいた。女性器に筒状のパイプを挿入されたサンディは、エイリアンの体液が膣内に満ちて行くのを感じて気が遠くなる。いつの間にかサンディは基地内で目覚め、医師のカールの治療を受けていた。カールは女性隊員に定期的に避妊薬を投与していたが、なぜかサンディは妊娠2か月の状態だという。
リッキー同様、次第に様子がおかしくなったサンディは、バーバラを鋏で刺殺し、冷蔵室に保管されていたディーンの身体から内蔵を食べて逃亡。サンディが爆弾を使って基地内の通信設備を破壊した後、チームの生存者たちは制御室に集まる。サンディが正気に戻ったように見えた隙に、カール、シャロン、ホリーらは彼女を確保しようと試みるが、再びサンディは狂暴化してカールとホリーを殺害。さらにサンディはエアロックの外でゲイリーを突き刺し、絶命する前の彼の腹部を開いて内蔵を食べる。
下腹部が膨らみ出産が近づいたサンディは、基地内の洞窟奥に隠れて、自らズボンと下着を脱いで分娩を始めた。やがてエイリアンの新生児が産道から頭部を出し、サンディは凄まじい絶叫をあげながら、奇怪な生物を自分の股間から押し出す。マークは偶然、サンディが出産したエイリアンの双子を洞窟内で見つけ、シャロンに託すが、その頃サンディは爆弾を使って制御室のドアと内部施設を破壊。さらに爆弾を投げつけてケイトを負傷させ、動けない彼女を殺した。マークはサンディをケーブルで絞殺すると、シャロンのもとへ向かう。しかしシャロンはエイリアンの新生児に喰い殺されており、マークもまた襲われる。
惑星のベースキャンプと通信が途絶えて28日後、迎えの宇宙船のシャトルが基地に降り立った。無人の基地内は完全に破壊され、すべての記録が失われている上に、酷い状態の遺体があちこちに転がっていた。捜索隊は生存者を探すことを諦め、母船に帰還することを告げる。しかしすでにシャトル内には2匹のエイリアンの子が侵入していたのだった。

## キャスト
| 役名         | 俳優                     | 日本語吹替             |
| 役名         | 俳優                     | 国内盤Blu-ray収録      |
| ------------ | ------------------------ | ---------------------- |
| サンディ     | ジュディ・ギーソン       | 幸田直子               |
| マーク       | ロビン・クラーク         | 堀勝之祐               |
| ホリー       | ジェニファー・アシュリー | 沢田敏子               |
| ケイト       | ステファニー・ビーチャム | 鳳芳野                 |
| シャロン     | ヘザー・ライト           | 土井美加               |
| ゲイリー     | スティーブン・グライブス | 井上和彦               |
| ミッチ       | トレバー・トーマス       | 屋良有作               |
| カール       | バリー・ボートン         | 池田勝                 |
| ゲイル       | ロザリンド・ロイド       |                        |
| リッキー     | デヴィッド・バクスト     | 小野健一               |
| ディーン     | ドミニク・ジェフコット   | 小室正幸               |
| バーバラ     | ヴィクトリア・テナント   |                        |
| 吹替制作     | 吹替制作                 | 田中良和、加藤浩輔     |
| 演出         | 演出                     | 水元完                 |
| 吹替翻訳     | 吹替翻訳                 | 宇津木道子             |
| 効果         | 効果                     | 南部満治、大橋勝次     |
| 日本語版制作 | 日本語版制作             | ザック・プロモーション |

## 製作
ノーマン・J・ウォーレンは、『ザ・ショッカー／女子学生を襲った呪いの超常現象』や『人喰いエイリアン』、『ギロチノイド』などを監督した後、「Gargoyles」という映画を撮る予定だった。しかしこの作品の脚本が完成しないまま企画は頓挫。プロデューサーのリチャード・ゴードンが別の作品をやりたがっていたため、ウォーレンは『ザ・ショッカー～』の特殊効果を務めていたニック・メイリーとグロリア・メイリー夫婦が代わりの企画として提出した本作の草稿を承認した。当初の草案のタイトルは「Doomseeds」というものだったが、ジュリー・クリスティが人工知能のコンピュータとセックスする映画『デモン・シード』との混同を避けるために「Inseminoid」に変更された。
ケイト役で出演したステファニー・ビーチャムは、当時幼い2人の子を抱えたシングルマザーで、本当に自分がやりたい芝居を採るか、生活のために週に65ポンド払ってくれる『悪魔の受胎』を採るか選ばなければならなかった。2006年のガーディアン紙のインタビューでビーチャムは「２階でピンク色の２人の赤ちゃんが眠っていたのよ！ 選択の余地はなく『悪魔の受胎』を選んだわ。女性キャストはみんな楽しい時間を過ごしたと思います」と話した。その一方でウォーレンは、メインキャストのうちロビン・クラークとジェニファー・アシュリーの2人は、イギリスでのキャストの顔合わせに参加しなかったと証言し、この2人はアメリカで選ばれた出演者だが、融資の条件だったのか、なぜ彼らが選ばれたのか分からなかった。クラークは映画の撮影中も協力的でなく身勝手でエゴを感じたという。
1980年5月から6月にかけて100万ポンドの予算で撮影され、その半分は香港の映画会社ショウ・ブラザーズが提供し、主にケント州の洞窟とマルタのゴゾ島のロケで撮影された。撮影が進むにつれ、ウォーレンとクラークの仲は険悪になって行った。サンディとマークが格闘するシーンの撮影で、クラークはこの場面をどう演じるか一方的に話し出し、自分のアイデアについて暴言を吐き続け、我儘な態度に我慢できなくなったウォーレンは「黙って静かにしていてくれ。私が監督であり、私が言った通りにシーンを作る」と叫ぶ。クラークはショックを受けて立ちつくし、それ以来ほとんど言葉を発しなくなった。ウォーレンは「彼は自分自身を非常に高く評価していたので、一緒に仕事をするのは本当に悪夢でした」とインタビューで答えている。「クラークは良くなかったが、ジェニファー・アシュリーはもっと悪かった。彼女は優しかったが演技ができなかった。アシュリーは次のセリフを待っているだけでした。2人のアメリカ人俳優は、金融業者に押し付けられたキャストで最悪だった」とも話した。

## 公開
イギリスの映像審査機関である英国映画検閲委員会（BBFC）は、当初この映画に成人指定を与えたが、のちに“18（18歳以上推奨）”に認定し、2005年には“15（15歳以上推奨）”に引き下げられた。アメリカ映画協会（MPAA）は、「冒涜、ヌード、暴力、レイプ、流血」を理由にR指定に認定した。ドイツでは1981年1月23日に「Samen des Bösen」（悪魔の精液）のタイトルで公開。英国ではミッドランズで3 月 22 日に初公開され、10月にはロンドンに到着した。
ウォーレンは2004年のインタビューで、『悪魔の受胎』は世界中で大成功を収めたと話した。「『ギロチノイド』には及ばなかったがイギリスではトップ５に入った。アメリカの配給会社から「Horror Planet」に改題されてしまい、あまり気に入らなかったが、数年後に原題の「Inseminoid」に戻されて良かったよ」と語っている。
公開当時、この映画がリドリー・スコット監督の『エイリアン』の模倣ではないかという声が出た。しかしウォーレンはこれを否定。イギリスで『エイリアン』が公開されたのは『悪魔の受胎』の脚本が完成した数カ月後だった。実際に映画を観たウォーレンは類似性に驚き、20世紀フォックスに『悪魔の受胎』を観てもらうべく、完成したプリントをハリウッドに輸送した。フォックス側は本作が『エイリアン』の模倣ではないことを認め、責任者はこの映画をとても楽しんだことと、公開時の成功を祈っているという手紙を送ってくれたという。ウォーレンは『エイリアン』のようなハリウッド大作と、100 万ポンド未満の製作費で作った『悪魔の受胎』が比較されるのは、むしろ喜ばしいことだと結んでいる。

## 評価
『悪魔の受胎』はファンタス国際映画祭の最優秀作品賞にノミネートされ、最優秀特殊効果賞を受賞した。映画プロデューサーのロジャー・コーマンはウォーレンの仕事ぶりを祝福し、監督に雇うことを検討したが、英国映画テレビ芸術アカデミーの会員からは好印象を受けず「芸術的にくだらない。アカデミーが上映するような作品ではない」と一蹴された。
米国ではロサンゼルス・タイムズのベスト映画トップ 10 リストにランク・インしたものの、その他の媒体では否定的なレビューが多かった。米オールムービーは『悪魔の受胎』に星５つ中１つを付け、評論家のキャベット・ビニオンはジュディ・ギーソンの演技を「見るのが“少し”以上に不愉快」と評し、彼女とエイリアンの受精シーンは「超現実的で本当におぞましい」としている。
ウォーレン自身は本作が悪質なフィルムだという世間の評価に対して、英国は伝統的に米国よりも映画の検閲が厳しいことを挙げながら、「イギリスの検閲官と問題を起こしたことはこれまで一度もなかった。私の映画は総て、ほんの僅かなカットだけで審査に合格したからね」として、『悪魔の受胎』では奇怪な赤ちゃんがジュディ・ギースの股の間から出てくるところを数コマ切ったと話す。「私の映画はどれもイギリスで上映禁止になったことはないし、決して悪質なビデオには分類されなかったよ」。また、エイリアンがサンディの膣に挿入する物は陰茎ではなく、一種の人工授精装置だと語った。「エイリアンのペニスが人間の女性器に適合するとは思えなかった。エイリアンによる女性のレイプを撮影しても検閲を通らないことは分かっていたので、サンディがエイリアンと性交するシーンは抽象的でファンタジーのように撮りました」と明かしている。